# بنیاد مطالعات قفقاز
بنیاد مطالعات قفقاز (Caucasus Studies Institute) یک مؤسسه پژوهشی است که در زمینهٔ مطالعات منطقه قفقاز به پژوهش و تحقیق می‌پردازد. این بنیاد به عنوان یک اندیشکده در سال ۱۳۸۶ در پارک علم و فناوری دانشگاه تهران تأسیس شده‌است.
قفقاز ناحیه‌ای میان دریای خزر و دریای سیاه است. قفقاز به دو بخش قفقاز جنوبی (ماورای قفقاز) و قفقاز شمالی تقسیم می‌شود. قفقاز جنوبی شامل کشورهای جمهوری آذربایجان، ارمنستان، گرجستان و بخشهای کوچکی از شمال باختری ایران و شمال خاوری کشور ترکیه می‌شود. قفقاز شمالی اکنون جزئی از روسیه است و شامل جمهوری‌های خودگردان چچن، داغستان، اینگوشتیا، کاراچای-چرکسیا، کاباردینو-بالکاریا، سرزمین کراسنودار، آدیغیه، اوستیای شمالی-آلانیا، و سرزمین استاوروپول است.
بنیاد مطالعات قفقاز دارای اهداف علمی، فرهنگی، غیرسیاسی با درونی کردن ارزش شناخت و آموزش صحیح مفاهیم فرهنگی است، و در جهت ارتقاء سطح فرهنگی-اجتماعی جامعه و نگهداری و شناخت آثار کهن مادی و معنوی در منطقه قفقاز فعالیت می‌کند. این مرکز نخستین مؤسسه تخصصی در زمینهٔ مطالعات قفقاز در ایران است.

## اهداف و برنامه‌ها
نخستین و مهمترین برنامه بنیاد، گردآوری اطلاعات و ایجاد فضای علمی-پژوهشی مناسب برای شناخت جمهوری‌های منطقه قفقاز و همچنین یاری و مساعدت به احیاء و رشد بنیان‌های فرهنگی، فکری و هنری مردم قفقاز است. برای تحقق این هدف، بنیاد مطالعات قفقاز بطور رسمی ثبت شده، اقدام به طراحی و برنامه‌نویسی طرح‌های تحقیقاتی متعدد نموده، و ارتباط و همکاری با مؤسسات تخصصی مشابه در ایران و سایر کشورها و سازمان‌های بین‌المللی را گسترش داده‌است.
برنامه و فعالیت‌های بنیاد عبارتند از:
- برگزاری همایش در راستا اهداف و موضوع کاری بنیاد
- مطالعه و پژوهش در موضوعات متناسب با اهداف بنیاد
- مشارکت با نهادهای و سازمان‌های علمی و پژوهشی در ایران و سایر نقاط جهان جهت اجرای طرح‌های پژوهشی
- انتشار کتاب و نشریات
- برگزاری نمایشگاه‌های فرهنگی و هنری در کشورهای منطقه قفقاز
- شناساندن چهره‌های علمی-فرهنگی متقابل ایران و قفقاز
- انجام مبادلات فرهنگی از طریق مبادله خدمات و کالاهای فرهنگی، مانند کتاب، مطبوعات و نرم‌افزار
- تبادل دانشجو و استاد در حوزه‌های تخصصی مرتبط با کار بنیاد
- در اختیار گذاشتن بورس تحصیلی در ایران و قفقاز برای دانشجویان نخبه
- برگزاری کارگاه‌های مشترک در زمینهٔ شناخت متقابل
- اطلاع‌رسانی فعالیت‌های بنیاد و پوشش خبری منطقه قفقاز در وبگاه بنیاد

## محورهای پژوهشی
محورهای پژوهشی-مطالعاتی بنیاد عبارتند از:
- جغرافیا، تاریخ و فرهنگ اقوام قفقاز
- تحولات سیاسی-اجتماعی جمهوری‌های قفقاز
- تحولات اقتصادی و تبادلات بازرگانی جمهوری‌های قفقاز
- بحرانهای منطقه (قره باغ، اوستیای جنوبی، آبخاز)
- انرژی و حمل و نقل
- مشترکات تاریخی-فرهنگی ایران با قفقاز
- بررسی نقش دولت‌ها و سازمان‌های فرامنطقه‌ای در قفقاز

## هیئت مشاوران علمی
دکتر غلامحسین زرگری نژاد، دکتر بهرام امیراحمدیان، دکتر الهه کولایی، دکتر منوچهر مرادی، دکتر جهانگیر کرمی، احمد کاظمی، دکتر محمدباقر حق‌پناه، دکتر مجید صابر، دکتر حسن بهشتی‌پور، دکتر الکساندر چولوخادزه، دکتر مرتوضعلی گاجیف، دکتر البروس ساتسایف، گلچهره سعیدوا، دکتر آندرانیک سیمونیان، دکتر مجتبی دمیرچی لو.

## هیئت موسسین
دکتر غلامحسین زرگری نژاد، دکتر حامد کاظم زاده، دکتر مهدی حسینی تقی آباد، دکتر علی علی بابایی درمنی، دکتر آناهیتا شاهرخی، دکتر تورج خسروی.

## هیئت مدیره
- مدیرعامل کنونی: دکتر جعفر خاشع
- مدیرعاملان سابق: حامد کاظم‌زاده، سید مهدی حسینی تقی‌آباد.

## آدرس
- ایران: تهران، خیابان جمالزاده، کوچه معینی، پلاک ۱۷. تلفن: ۹۸۲۱۸۸۹۹۳۶۶۶+
- قفقاز: تفلیس، دانشگاه دولتی ایلیا، ساختمان f، طبقه چهارم، اتاق ۴۱۷. تلفن: ۹۹۵۶۸۱۰۸۰۸۸+